# Clement Martyn Doke
Clement Martyn Doke (Bristol (Engeland), 30 november 1892 - Oost-Londen, 24 februari 1980) was een Zuid-Afrikaans taalkundige op het gebied van de bantoeïstiek.
Hij groeide op in Nieuw-Zeeland en ging later naar Zuid-Afrika waar hij werkte voor de baptisten.
Hij schreef over de Lamba's van wat nu Zambia is, inclusief een grammatica van hun taal en vertaalde de Bijbel in het Lamba. Hij was een van de stichters van de Baptistenmissie daar in 1914. In 1920 dwong ziekte hem zijn missieactiviteiten op te geven en legde hij zich op de Universiteit van de Witwatersrand in Transvaal toe op het ontwikkelen van een grammaticale behandeling van de Bantoetalen die beter zou passen bij hun eigen structuur. Ook van het Zoeloe schreef hij een grammatica.
Mahatma Gandhi correspondeerde met hem vanuit gevangenschap in India over de dood van zijn vrouw Kasturbai. Hij sprak zich al in 1949 scherp uit tegen de gevolgen van de toen nieuwe apartheidspolitiek.